# Puls (musikprogram)
 For alternative betydninger, se Puls (flertydig). (Se også artikler, som begynder med Puls)
Puls var et musikprogram, der blev vist på TV 2 fra 1995-1999.
Programmet blev sendt fra mandag til lørdag med forskellige værter og temaer.

## Værter
Følgende har været faste værter på PULS:
- Louise Stenius: Drømmesengen
- Axel Boisen
- Tina Bilsbo
- Marie Louise Wille: Marie Louises organismes univers og Montage mitt Popcorn und Spaß.
- Jacob Duus: Montage mitt Popcorn und Spaß.
- Kristian 'Krede' Pedersen: Kredes Køkken
- Bob Anders: Bobs Pop Postbox - https://www.youtube.com/watch?v=Jkpb9pScd3k&list=PLnGagS1euxK9r9-cYWRrPG9xTUyyYk1oW&index=17
- Henrik Balling: Hitlisten
- Signe Lindkvist
- Jonas Gülstorff
- Barbara Topsøe-Rothenborg
- Mads Lindemann

Listen er ikke udtømmende.
 Der er for få eller ingen kildehenvisninger i denne artikel, hvilket er et problem. Du kan hjælpe ved at angive troværdige kilder til de påstande, som fremføres i artiklen.

| Fjernsyn | Spire Denne artikel om et tv-program er en spire som bør udbygges. Du er velkommen til at hjælpe Wikipedia ved at udvide den. |